# Jura bernois
Jura bernois, eller på tyska Berner Jura, översatt till svenska ungefär "Berns del av Jurabergen", har flera betydelser:
1. ett förvaltningsdistrikt (Verwaltungskreis / Arrondissement administratif) i kantonen Bern i Schweiz, omfattande delar av Jurabergen
2. en förvaltningsregion (Verwaltungsregion / Region administratif) i kantonen Bern i Schweiz med samma gränser som förvaltningsdistriktet
3. den del av nuvarande kantonen Bern som ligger i Jurabergen, alltså förvaltningsdistriktet Jura Bernois och delar av förvaltningsdistriktet Biel. För delen i förvaltningsdistriktet Biel - se Biel (förvaltningsdistrikt).
4. en historisk region som 1815 tillföll Bern bestående av områden som tidigare styrts av Basels furstbiskop, men uppdelades 1978 och 1994. För denna region: se Jura bernois (historisk region).

## Förvaltningsdistrikt och statistik
Jura bernois är ett förvaltningsdistrikt i kantonen Bern och enda distriktet i förvaltningsregionen med samma namn. Distriktets ståthållare, kallad Préfet, har kontor i Courtelary. Distriktet bildades 2010 genom sammanslagningen av amtbezirken Courtelary, La Neuveville och Moutier.

### Kommuner
Jura bernois omfattar 40 kommuner. De folkrikaste är Moutier, Saint-Imier, Tramelan och Valbirse. 
| - Belprahon - Champoz - Corcelles - Corgémont - Cormoret - Cortébert - Court - Courtelary - Crémines - Eschert - Grandval - La Ferrière - La Neuveville - Loveresse | - Mont-Tramelan - Moutier - Nods - Orvin - Perrefitte - Péry-La Heutte - Petit-Val - Plateau de Diesse - Rebévelier - Reconvilier - Renan - Roches - Romont | - Saicourt - Saint-Imier - Sauge - Saules - Schelten - Seehof - Sonceboz-Sombeval - Sonvilier - Sorvilier - Tavannes - Tramelan - Valbirse - Villeret |

### Språk
Enligt data från år 2000 talar 82% av invånarna franska. Andelen tyskspråkiga är 11%, och i några mindre kommuner som Schelten, Seehof, Mont-Tramelan och Rebévelier utgör de ett flertal.

### Religion
År 2000 var 54% medlemmar i reformerta kyrkan, 29% var romerska-katoliker

## Geografi

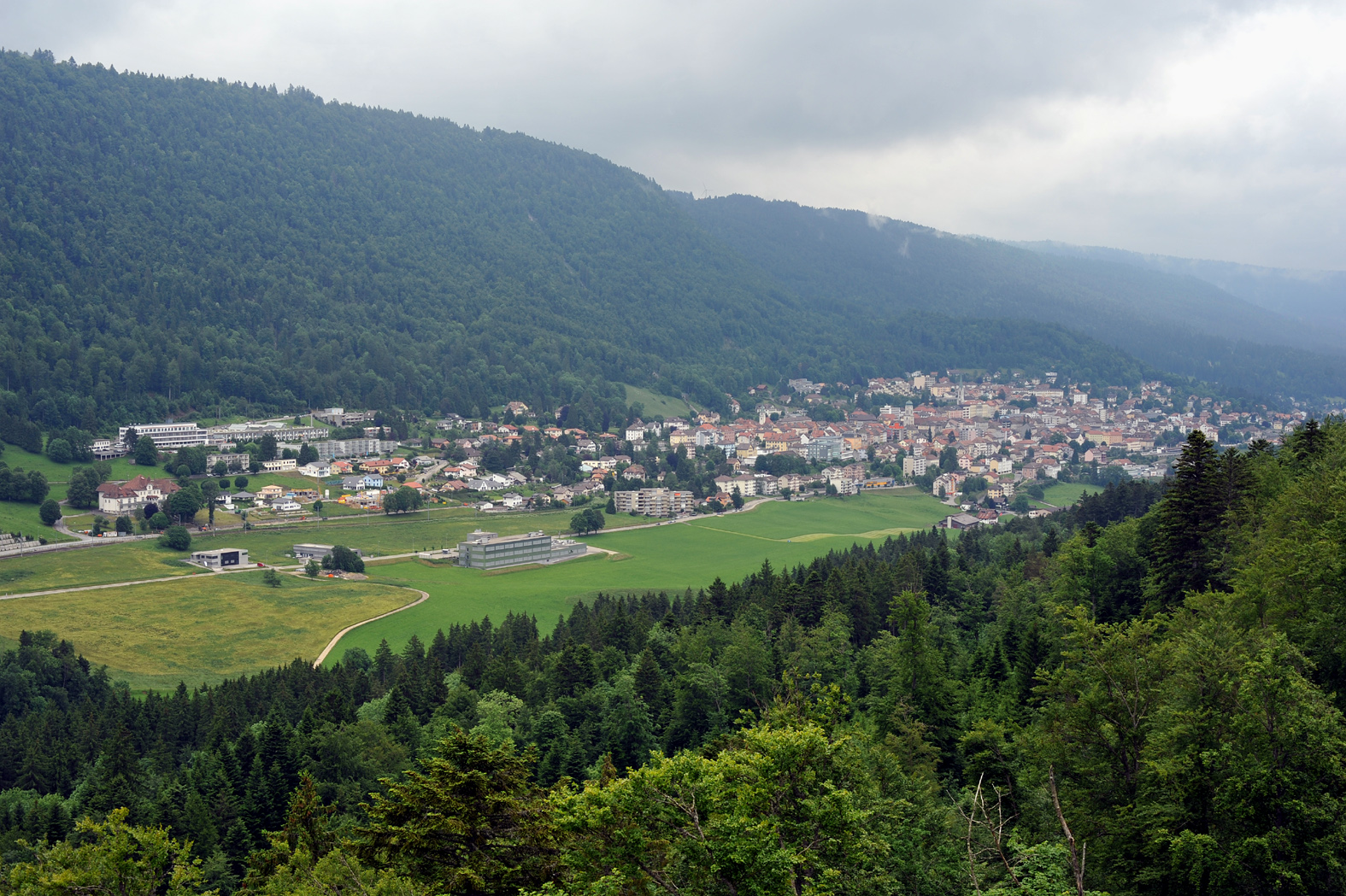
Saint-Imier

Distriktet Jura bernois ligger i Jurabergen och omfattar sydsidan av högplatån Franches-Montagnes, dalarna runt flodernas Suze och Birs övre lopp med bifloder, liksom sydsluttningen mot Bielsjön vid La Neuveville. Ett centralt bergspass är det 827 meter höga Col du Pierre-Pertuis mellan Sonceboz och Tavannes. Den högsta punkten, Chasseral, finns i den sydligaste jurakedjan mellan Saint-Imier och Nods. 

### Kommunikationer
- CFF bedriver järnvägarna Biel - La Chaux-de-Fonds i Suzedalen och Biel - Moutier - Delémont i Birsdalen. Järnvägarna Moutier - Solothurn och Tavannes - Tramelan - Le Noirmont har regional persontrafik.
- Det finns några bergbanor, exempelvis Ligertz - Prèles.
- Motorvägen A16, Biel - Moutier - Delémont är ännu (2015) inte komplett, men de färdiga delarna utgör en viktig kommunikationsled.

### Näringsliv
Den mekaniska industrin är fortfarande en viktig arbetsgivare, bland annat tillverkas verktygsmaskiner och ur. På livsmedelsområdet märks ysterier, vinodling längs Bielsjön och en chokladfabrik.

## Turism
Turismen är inte betydande men det finns vandringsvägar och löpor för längdskidåkning. Bellelay har ett ysteri som visar hur Tête de Moine tillverkas.

## Historik
För tidig historia, se Jura bernois (historisk region)
- Under andra hälften av 1900-talet uppdelades det dåvarande Jura bernois: 
  - den nordliga, romersk-katolskt präglade, franskspråkiga delen, omfattande ungefär de gamla områdena "Ajoie", "Saint-Ursanne" och "Delémont" bildar sedan 1978 den nya kantonen Jura
  - det nordöstliga tysktalande området i floden Birs mellersta dalgång (Laufental) tillfördes år 1994 kantonen Basel-Landschaft
  - den sydliga, övervägande reformerta delen förblev i kantonen Bern, numera inom distrikten Jura bernois och Biel.
- Berns författning från 1993 gav förvaltningsdistriktet Jura bernois speciella rättigheter. En minoritet i Jura bernois förespråkar dock att även detta område separeras från Bern och överförs till kantonen Jura.
- År 2006 inrättades ett regionalparlament (CJB, Conseil du Jura bernois) med sits i La Neuveville.
- Vid Berns förvaltningsreform år 2010 sammanfördes kommunerna i de tidigare amtsdistrikten Moutier, Courtelary och La Neuveville till förvaltningsdistriktet Jura Bernois
- År 2013 hölls en folkomröstning om övergång från Jura bernois till kantonen Jura. I Jura bernois röstade 74% av de berättigade, 72% av rösterna var nej. Endast i kommunen Moutier stödde en röstmajoritet förslaget.[3]